# マウリシオ・ピネダ
マウリシオ・ピネダ（Mauricio Héctor Pineda、1975年7月13日 - ）は、アルゼンチンの元サッカー選手。元アルゼンチン代表。ポジションはディフェンダー。

## 経歴
1997年6月にコパ・アメリカ1997でアルゼンチン代表デビュー。1998 FIFAワールドカップにも出場、グループステージ3戦目・クロアチア戦では得点を決めた。アルゼンチン代表で通算9試合に出場、1得点をあげた。

## 代表歴

### 出場大会
- アルゼンチン代表
  - 1998 FIFAワールドカップ

### 試合数
- 国際Aマッチ 9試合 1得点（1997年-1998年）[1]

| アルゼンチン代表 | 国際Aマッチ | 国際Aマッチ |
| 年               | 出場        | 得点        |
| ---------------- | ----------- | ----------- |
| 1997             | 1           | 0           |
| 1998             | 8           | 1           |
| 通算             | 9           | 1           |